# Валансе (Эндр)
Валансе́ (фр. Valençay) — коммуна во Франции, в регионе Центр, департамент Эндр. Административный центр кантона Валансе.
Муниципалитет расположен на расстоянии около 200 км на юг от Парижа, 90 км на юг от Орлеана, 45 км на север от Шатору.
В 1813 году в Валансе был подписан договор, согласно которому Наполеон вернул испанский трон Фердинанду VII.
Валансе является центром производства одноимённого сыра, имеющего форму усечённой пирамиды. Кроме того здесь производятся красные (Мальбек, Пино Нуар, Каберне Совиньон) и белые (Совиньон Блан, Шардоне) вина.

## Население
Население — 2 665 человек (2007).
| 1793  | 1800  | 1806  | 1821  | 1831  | 1836  | 1841  | 1846  | 1851  | 1856  | 1861  | 1866  | 1872  | 1876  | 1881  | 1886  | 1891  |
| ----- | ----- | ----- | ----- | ----- | ----- | ----- | ----- | ----- | ----- | ----- | ----- | ----- | ----- | ----- | ----- | ----- |
| 2 299 | 2 300 | 2 519 | 2 712 | 3 095 | 3 289 | 3 229 | 3 425 | 3 627 | 3 476 | 3 587 | 3 653 | 3 547 | 3 517 | 3 554 | 3 547 | 3 621 |

| 1896  | 1901  | 1906  | 1911  | 1921  | 1926  | 1931  | 1936  | 1946  | 1954  | 1962  | 1968  | 1975  | 1982  | 1990  | 1999  | 2007  |
| ----- | ----- | ----- | ----- | ----- | ----- | ----- | ----- | ----- | ----- | ----- | ----- | ----- | ----- | ----- | ----- | ----- |
| 3 431 | 3 346 | 3 411 | 3 343 | 2 976 | 2 874 | 2 789 | 2 762 | 2 739 | 2 679 | 2 732 | 2 754 | 2 952 | 2 947 | 2 912 | 2 736 | 2 665 |

## Достопримечательности
- Замок Валансе, бывшая резиденция Талейрана.
- Музей Талейрана
- Музей автомобилей
- Мемориал Валансе, посвящённый 104 британским военным УСО, погибшим при освобождении Франции во Второй мировой войне.
- Могила Талейрана

## Известные личности, связанные с городом
- Талейран, французский политик и дипломат.
- Доротея Саган (1793—1862), знаменитая аристократка, любовница Талейрана. Играла выдающуюся роль при французском дворе в эпоху Наполеона I и Реставрации.

## Фотографии

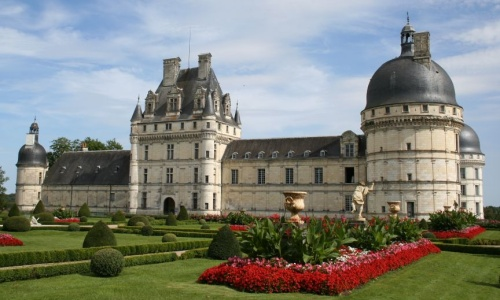
Замок Валансе
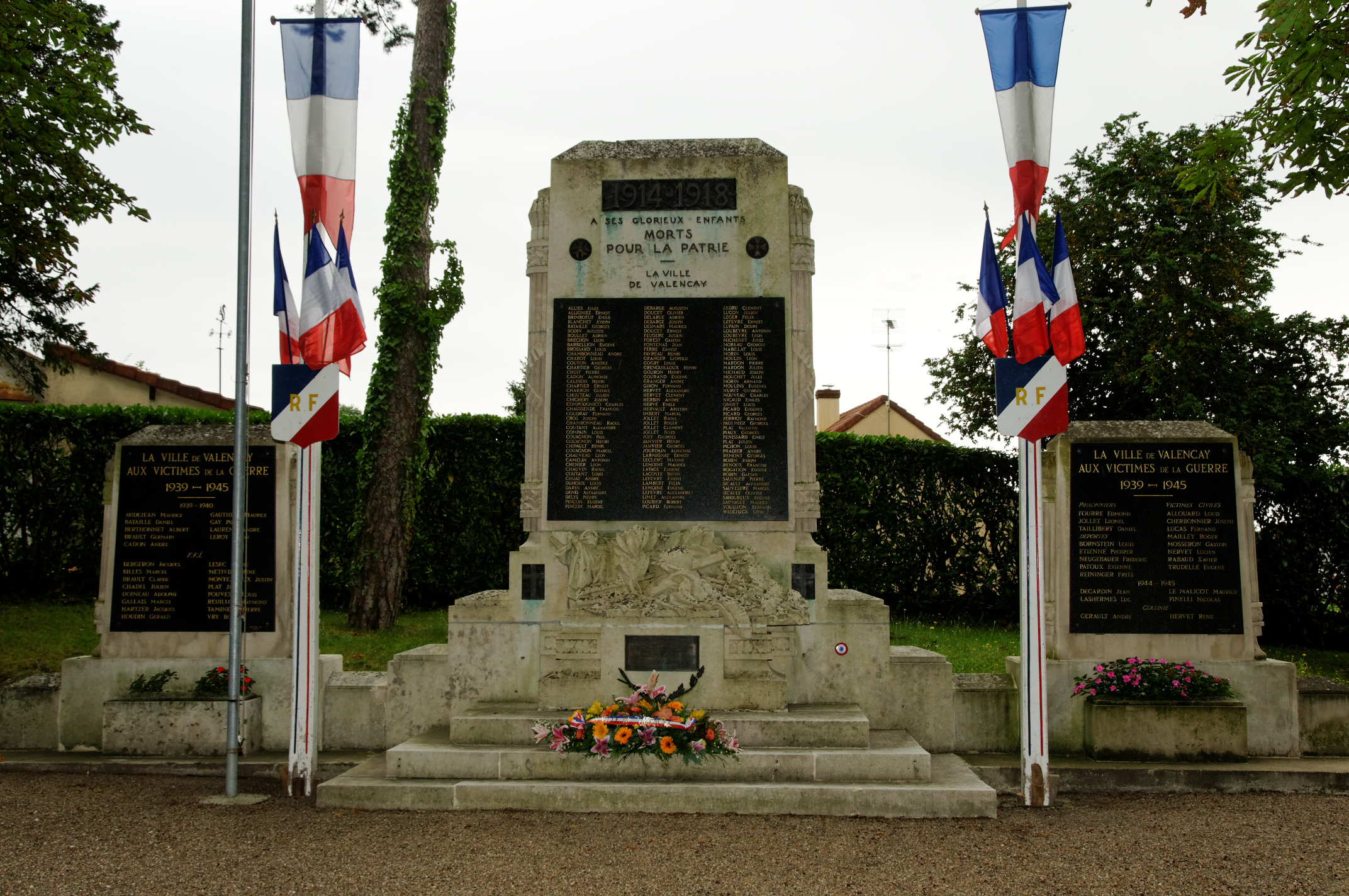
Мемориал Валансе
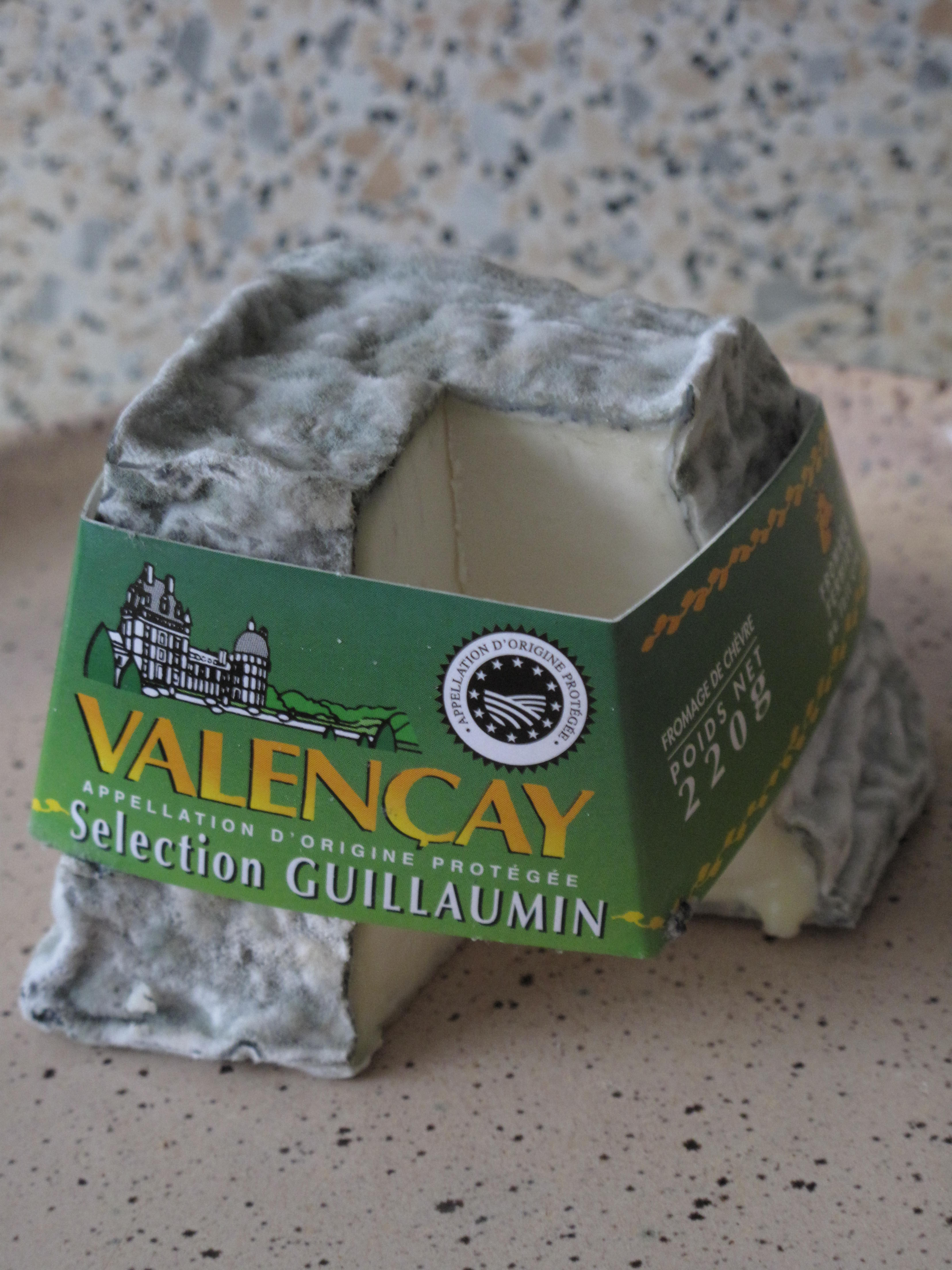
Сыр Валансе
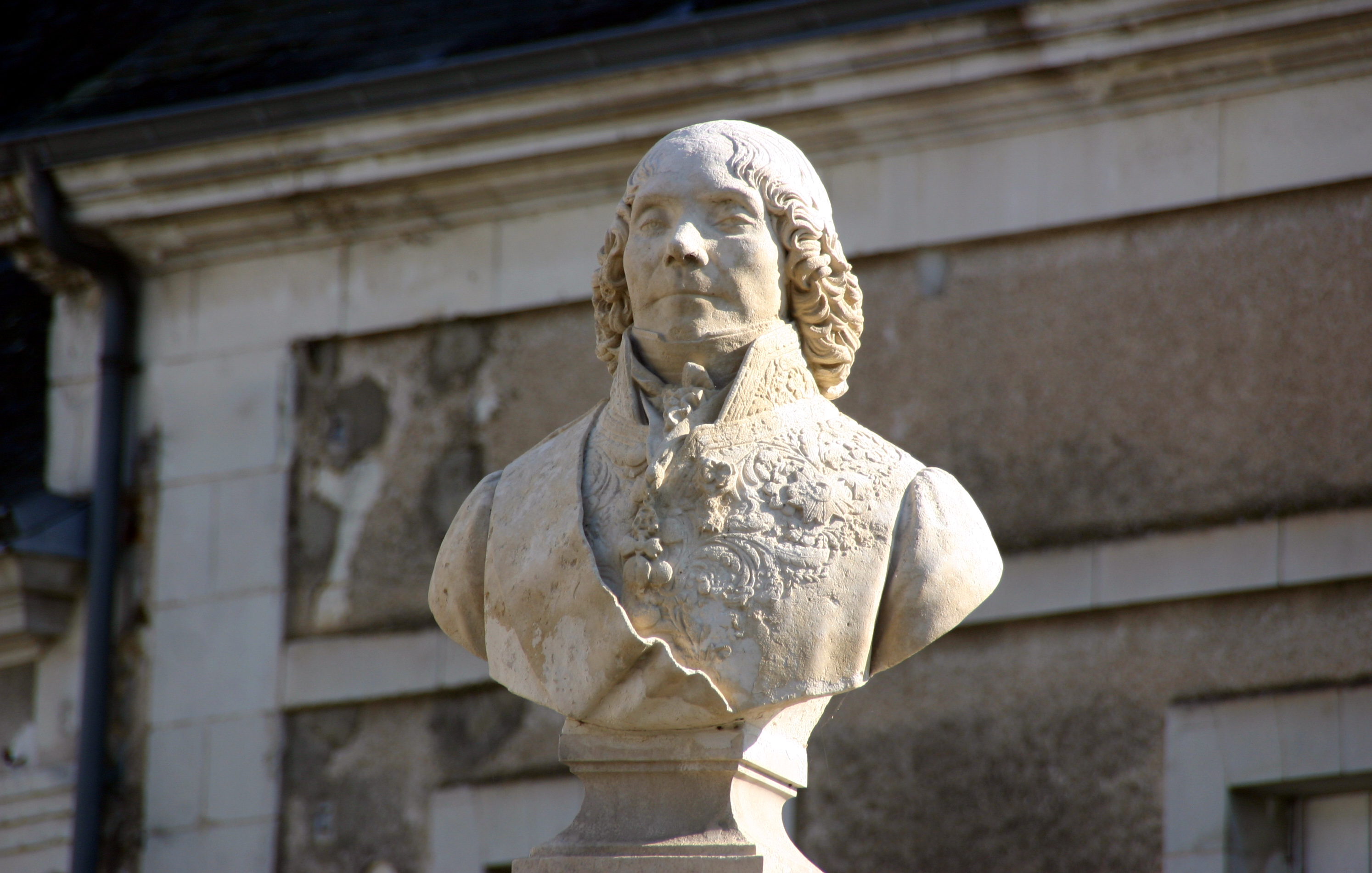
Талейран Валансе
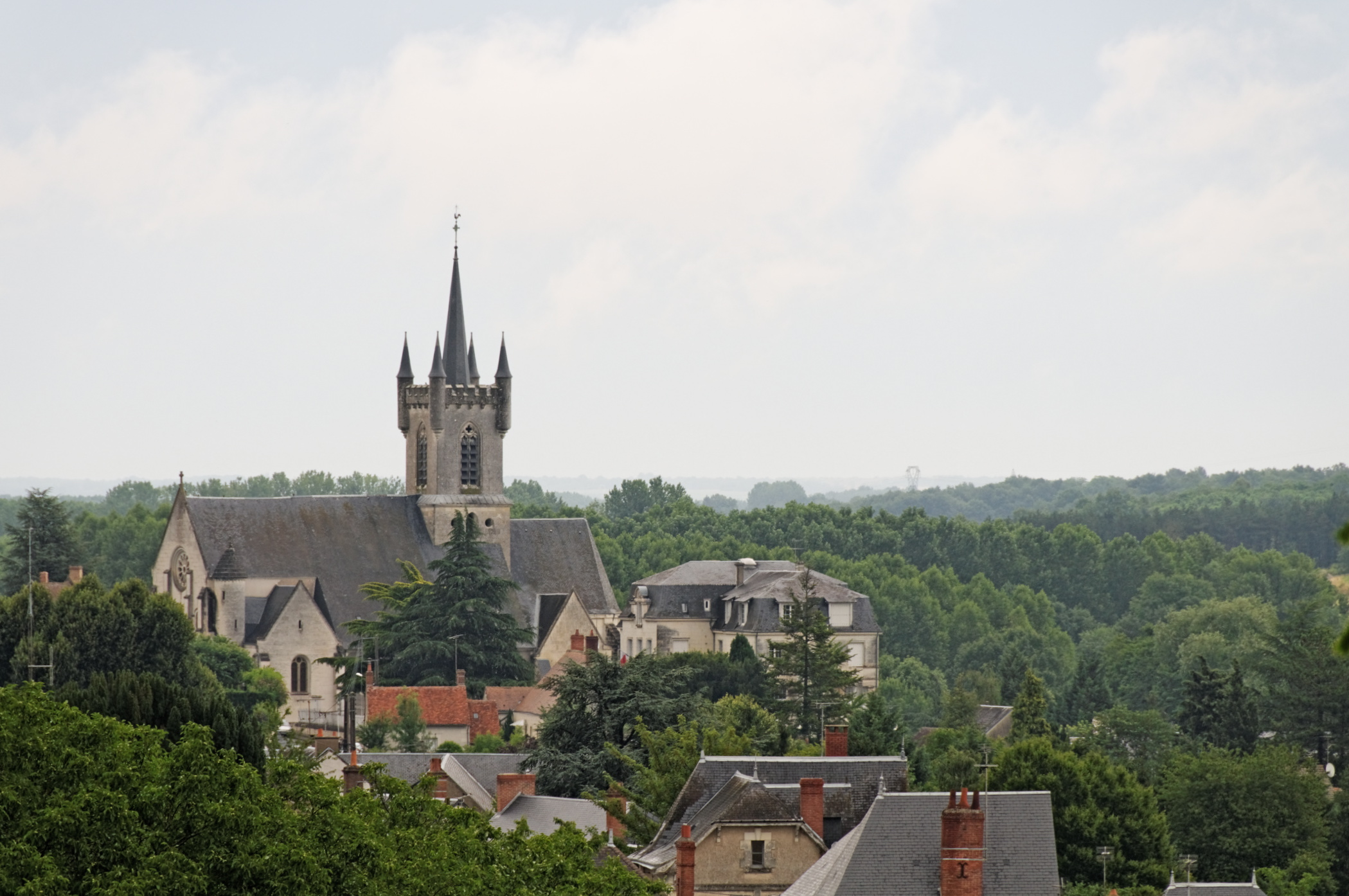
Церковь Св. Мартина